# زمین‌شناسی فیزیکی
زمین‌شناسی فیزیکی کتابی با ترجمهٔ فرید مر است که در سال ۱۳۶۹ منتشر و در مراسم کتاب سال جمهوری اسلامی ایران به‌عنوان کتاب برگزیده معرفی شد.